# Contratto di lavoro intermittente
Il contratto di lavoro intermittente (o a chiamata, o, con pseudo-anglicismo, job on call) è il contratto mediante il quale un lavoratore si pone a disposizione di un datore per lo svolgimento di una prestazione di lavoro "su chiamata".

## Istituzione
Il contratto di lavoro intermittente è stato introdotto in Italia dal D. Lgs. n. 276/2003, decreto emanato in attuazione della legge n. 30/2003 (meglio nota come Legge Biagi), ed è attualmente disciplinato dagli articoli da 33 a 40. Peculiare la vicenda di questi articoli: abrogati con la Legge 24 dicembre 2007, n. 247, recante "Norme di attuazione del Protocollo del 23 luglio 2007 su previdenza, lavoro e competitività per favorire l'equità e la crescita sostenibili, nonché ulteriori norme in materia di lavoro e previdenza sociale", al comma 45 dell'art. unico, escludendo, però, i contratti già in essere, e quelli nuovi ma solo del settore turistico e dello spettacolo, purché vi fosse una regolamentazione da parte dei Contratti collettivi stipulati dalle organizzazioni sindacali dei lavoratori e dei datori di lavoro comparativamente più rappresentative a livello nazionale, sono stati reintrodotti dall'art. 39 comma 11 del decreto legge 25 giugno 2008 n. 112, conv. nella legge n. 133/2008, in modifica quindi della Legge 247/2007, che pertanto con un peculiare effetto di reviviscenza ha prodotto il blocco dei predetti contratti solo dal 1º gennaio 2008 al 24 giugno 2008.
La Riforma Fornero, ovvero la legge 92/2012, ha limitato i casi di ricorso a tale tipologia contrattuale.

## Ambito di applicazione

### Esigenze che giustificano il ricorso al lavoro intermittente
Il contratto di lavoro a chiamata può essere concluso qualora si presenti la necessità di utilizzare un lavoratore per prestazioni a carattere discontinuo. Esso è una modalità specifica di lavoro subordinato.
Le esigenze in forza delle quali si può ricorrere a questo contratto sono di regola stabilite dalla contrattazione collettiva.
In assenza di previsioni specifiche nel contratto collettivo, il D.M. 23.10.2004 del Ministero del Lavoro, avvalendosi del potere provvisoriamente sostitutivo garantitogli dall'art. 40 del D. Lgs. n. 276/2003, ha autorizzato il ricorso al lavoro intermittente per tutte le attività definite discontinue o di semplice attesa dalla normativa sull'orario di lavoro. Le categorie di occupazioni rientranti in tale definizione sono quelle individuate dalla tabella allegata al Regio Decreto 6.12.1923 n. 2657, alla quale il D.M. 23.10.2004 opera un rimando diretto. Fra le numerose ed eterogenee categorie contemplate dal decreto (circa 50, alcune delle quali ormai obsolete) si possono citare, a puro titolo esemplificativo, le seguenti:
- Custodi, guardiani, portinai, personale di sorveglianza
- Addetti a centralini telefonici privati
- Receptionist di albergo
- Camerieri, personale di servizio e di cucina negli alberghi, trattorie, esercizi pubblici in genere, carrozze-letto, carrozze ristoranti
- Addetti alle pompe di carburante
- Lavoratori dello spettacolo.

La L. 99/2013 ha stabilito che, ad eccezione dei settori del turismo, dei pubblici esercizi e dello spettacolo, il contratto di lavoro intermittente è ammesso per ciascun lavoratore e con il medesimo datore di lavoro per un periodo complessivamente non superiore alle 400 giornate nell'arco di tre anni solari. Superato questo periodo, il rapporto di lavoro intermittente si trasforma in un rapporto a tempo pieno e indeterminato. I contratti sottoscritti precedentemente all'entrata in vigore della L. 92/2012 cesseranno di produrre effetti dal 1º gennaio 2014.
Il contratto di lavoro intermittente può essere stipulato, quindi, nelle situazioni determinate dalla contrattazione collettiva nazionale, territoriale e/o aziendale e nel caso di soggetti di età inferiore a 24 anni (in ogni caso le prestazioni a chiamata si devono concludere entro il venticinquesimo anno) oppure di età superiore a 55 anni.
È inoltre ammesso il ricorso al lavoro intermittente durante i fine settimana, le ferie estive e le vacanze pasquali e natalizie.

### Soggetti interessati
Tutti i datori di lavoro possono ricorrere al contratto di lavoro intermittente, con il solo limite dei divieti posti ex lege.
Il contratto può essere concluso anche con lavoratori già occupati, anche a tempo pieno, purché siano rispettati i limiti imposti dal D.lgs. 66/03 in merito al riposo settimanale obbligatorio.
Uno stesso lavoratore può concludere più contratti, purché gli impegni assunti contrattualmente non siano tra loro incompatibili.

### Divieti
Non si può ricorrere al lavoro a chiamata nei seguenti casi:
1. qualora il datore di lavoro non abbia effettuato la valutazione dei rischi
2. al fine di sostituire lavoratori in sciopero
3. nel caso in cui il datore abbia proceduto a licenziamenti collettivi nei sei mesi precedenti l'assunzione (salva diversa disposizione del contratto collettivo)
4. quando sia in corso una sospensione dei rapporti o una riduzione dell'orario di lavoro con diritto al trattamento di integrazione salariale (es. cassa integrazione guadagni -anche in questo caso salva diversa previsione della contrattazione collettiva).

## Contratto e rapporto di lavoro

### Contenuto del contratto
Il contratto di lavoro deve necessariamente precisare:
- Le esigenze che giustificano il ricorso al lavoro a chiamata
- La durata del contratto (che può essere stipulato a tempo determinato o indeterminato)
- L'indicazione dei tempi e delle modalità con cui il datore può richiedere la prestazione
- Il luogo di svolgimento del lavoro
- I tempi e le modalità di corresponsione della retribuzione
- Le eventuali misure di sicurezza specifiche per l'attività dedotta in contratto.

Tali indicazioni, che vanno precisate secondo le disposizioni dei contratti collettivi, sono richieste al solo fine probatorio.

### Trattamento
Al lavoratore "intermittente" deve essere garantito, a parità di mansioni svolte, il medesimo trattamento normativo, economico e previdenziale riconosciuto ai colleghi di pari livello.
Il trattamento deve ovviamente essere ridotto in proporzione al minore impiego del lavoratore, specie con riferimento alla retribuzione (c.d. principio del pro rata temporis). Sono proporzionatamente ridotti anche i trattamenti per malattia, infortunio, maternità e congedi parentali.

### L'indennità di disponibilità
Qualora il lavoratore si impegni a restare a disposizione del datore in attesa della chiamata (garantendo quindi la sua prestazione lavorativa in caso di necessità), il datore è tenuto a corrispondergli mensilmente una cosiddetta indennità di disponibilità.
In questi casi, il contratto deve altresì precisare:
- il preavviso per la chiamata
- l'importo e le modalità di pagamento dell'indennità di disponibilità

L'importo minimo dell'indennità è fissato dai contratti collettivi di settore, e non può essere inferiore al 20% della retribuzione mensile.
Su tale importo si calcolano anche i contributi previdenziali.
Il lavoratore che, per malattia o altra causa, si trovi nell'impossibilità di rispondere alla chiamata deve informare tempestivamente il datore di lavoro.
Se è stata assicurata la disponibilità a chiamata, il lavoratore non può rifiutare di fornire la prestazione senza fondato motivo, pena la perdita dell'indennità e il risarcimento del danno eventualmente arrecato al datore.